# Weronika Alexandrowna Martschenko
Weronika Alexandrowna Martschenko (russisch Вероника Александровна Марченко; * 27. November 1969 in Moskau) ist eine russische Aktivistin. Sie ist Gründerin der Nichtregierungsorganisation „Mother’s Right“ (deutsch etwa Recht der Mutter), die sich für die Rechte von Armeehinterbliebenen einsetzt.

## Leben
Martschenko hat an der Universität Moskau Journalismus studiert. Während der Perestroika hat sie bei der Zeitschrift Junost gearbeitet. 1986 war sie Teil des Jugend Fernsehprogramms „12th Storey“ und der internationalen Jugendbewegung „Next Stop Soviet“ (1987–1990). Martschenko gründete 1990 als Studentin die Stiftung „Mother’s Right“.
Martschenko ist ein Mitglied des Russischen Menschenrechts-Forschungszentrum und des Wissenschaftlichen beratenden Ausschusses der Staatsanwaltschaft der Russischen Föderation. Sie lebt in Moskau.

### Mother’s Right
Ziel dieser Nichtregierungsorganisation ist es, die Umstände zu ergründen, in denen es außerhalb von Kampfhandlungen zu Todesfällen in der russischen Armee kommt. Die meisten dieser Todesfälle werden als Selbstmorde klassifiziert, wodurch die Angehörigen keine Ansprüche geltend machen können. Martschenkos Gruppe führt Untersuchungen über die Umstände der Todesfälle durch, wodurch sie oftmals beweisen können, dass der vermeintliche Selbstmord angestiftet wurde oder ein Mord war. Die Organisation bietet moralische und rechtliche Unterstützung für die Familien und leistet Lobbyarbeit gegen Korruption in der Armee.
Laut Martschenko wenden sich jährlich 5000 bis 6000 Familien von Wehrdienstangehörigen an ihre Organisation. 2007 half die Gesellschaft 5323 Familien. Ihre Anwälte haben 132 Fälle pro bono in 21 Städten Russlands vertreten. 2008 gewannen sie 66 % aller Gerichtsprozesse.

## Auszeichnungen
- 1998 Public Recognition Prize der National Public Recognition Foundation in Russland[1]
- 2002 Price For Selfless Work des Open Society Institute in Russland[1]
- 2009 International Women of Courage Award des Außenministeriums der USA[1][2]